# Тейково
Тейково — місто в Росії, адміністративний центр Тейковського муніципального району Івановської області, розташоване на річці Вязьма. Населення становить 35,1 тисяч мешканців (станом на 2010 рік).
Відоме як місце базування військ РВСП. У районі міста дислоковані міжконтинентальні балістичні ракети, у тому числі «Тополь-М».

## Історія
Населений пункт Тейково згадується вперше на початку XVII століття через селянські бунти Смутного часу 1613, 1618, 1651 років.
В 1787 році московським купцем Іваном Петровичем Каретниковим тут була заснована ткацька фабрика.
Статус міста Тейково отримало на IV З'їзді Ради депутатів Івановської області 6 вересня 1918 року. З 1961 року місто є місцем дислокації гвардійського з'єднання РВСП.